# Referendum in Ghana 1978
Das Referendum in Ghana 1978 fand am 30. März 1978 statt und wurde auf Betreiben des damaligen Militärherrschers Ignatius Kutu Acheampong in Ghana abgehalten.

## Hintergrund
Acheampong ließ in diesem Referendum abstimmen, ob die Bevölkerung eine Einheitsregierung (Union Government) befürwortet. Diese Regierung sollte aus Zivilisten bestehen, jedoch nicht westlichen Demokratien entsprechen. Die in dem Referendum vorgelegte Frage lautete: Do you approve whether or not some form of Union Government would become the basis of Ghana's political system?, (dt. Stimmen Sie für oder gegen die Einsetzung einer Einheitsregierung als Grundlage des politischen Systems in Ghana?). Die zur damaligen Zeit unter Acheampong existierende Militärjunta war für die Wähler die einzige Alternative zu dem Union Government des Referendums.

## Ergebnis
Insgesamt waren 4.497.803 Wähler registriert, bei einer Wahlbeteiligung von knapp über 50 %, stimmten 2.282.813 Wähler über das Referendum ab. Der Volksentscheid wurde mit einer Mehrheit von ca. 60 % angenommen.
| Abstimmverhalten                   | Stimmen   | %       |
| ---------------------------------- | --------- | ------- |
| Ja                                 | 1.372.427 | 60,11 % |
| Nein                               | 910.386   | 39,89 % |
| Quelle: AFRICAN ELECTIONS DATABASE |           |         |

Bereits seit 1976 war die Idee der Einführung eines Union Government in der Innenpolitik Ghanas von Bedeutung. Im Januar 1977 kam es zu massiven Studentendemonstrationen gegen das geplante neue politische System. Das Referendum 1978 wurde von massiven Kräften der Opposition angegriffen. Die Opposition warf Acheampong vor, hier keine freien und fairen Wahlen abzuhalten. Acheampong soll mit ca. 300 Verhaftungen von Oppositionellen reagiert haben. Es gab nach der Durchführung des Referendums erhebliche Vorwürfe der Wahlmanipulation gegen die Militärführung.
Bereits am 5. Juli 1978, also nur wenige Wochen nach dem Referendum, wurde Acheampong durch einen Putsch gestürzt.